# University College Cork
A University College Cork (UCC) é uma universidade integrada na National University of Ireland. A instituição tem sede na cidade de Cork, no Condado de Cork, na Província de Munster, no oeste da Irlanda. Foi fundada em 1845 com o nome de Queen's College, Cork e foi transformada em University College, Cork por estatutos emitidos após a entrada em vigor da Irish Universities Act de 1908.